# La Marque, Texas
La Marque là một thành phố thuộc quận Galveston, tiểu bang Texas, Hoa Kỳ. Năm 2010, dân số của xã này là 14509 người.

## Dân số
- Dân số năm 2000: 13682 người.
- Dân số năm 2010: 14509 người.